# Pusztai Zoltán
Pusztai Zoltán (Mosonmagyaróvár, 1955. augusztus 19.) költő, restaurátor, a győri Xántus János Múzeum munkatársa, a Magyar Írószövetség tagja, az Auróra, a Moby Dick és a Hungarica zenekarok szövegírója.

## Kötetei
- Kallódó bábuk, 1984
- Önarckép varjúval, 1990
- Reggeli fényben. Diákantológia, szerk. (Villányi Lászlóval), 1994
- Évkör a halak jegyében, 2010
- Képírás. Kétszázötvenkét haiku; Magyar Kultúra, Vámosszabadi, 2013
- Körfolyosó. Szonettek könyve; Hazánk, Győr, 2014

## Díjai
- Radnóti Miklós-ösztöndíj, 1986
- Móricz Zsigmond-ösztöndíj, 1989
- Dorottya-díj, 1993

## Külső hivatkozások
- Auróra – Robin Hood videóklip a YouTube-on
- Auróra – Balkán Express videóklip a YouTube-pn
- A Győri Műhely folyóirat oldala
- A Xántus János Múzeum oldala